# ووكر هانكوك
ووكر هانكوك (بالإنجليزية: Walker Hancock)‏ هو نحات أمريكي، ولد في 28 يونيو 1901 في سانت لويس في الولايات المتحدة، وتوفي في 30 ديسمبر 1998 في غلوستر في الولايات المتحدة.

## وصلات خارجية
- ووكر هانكوك على موقع أوليمبيديا (الإنجليزية)